# Polski Cmentarz Wojenny w Gʻuzor

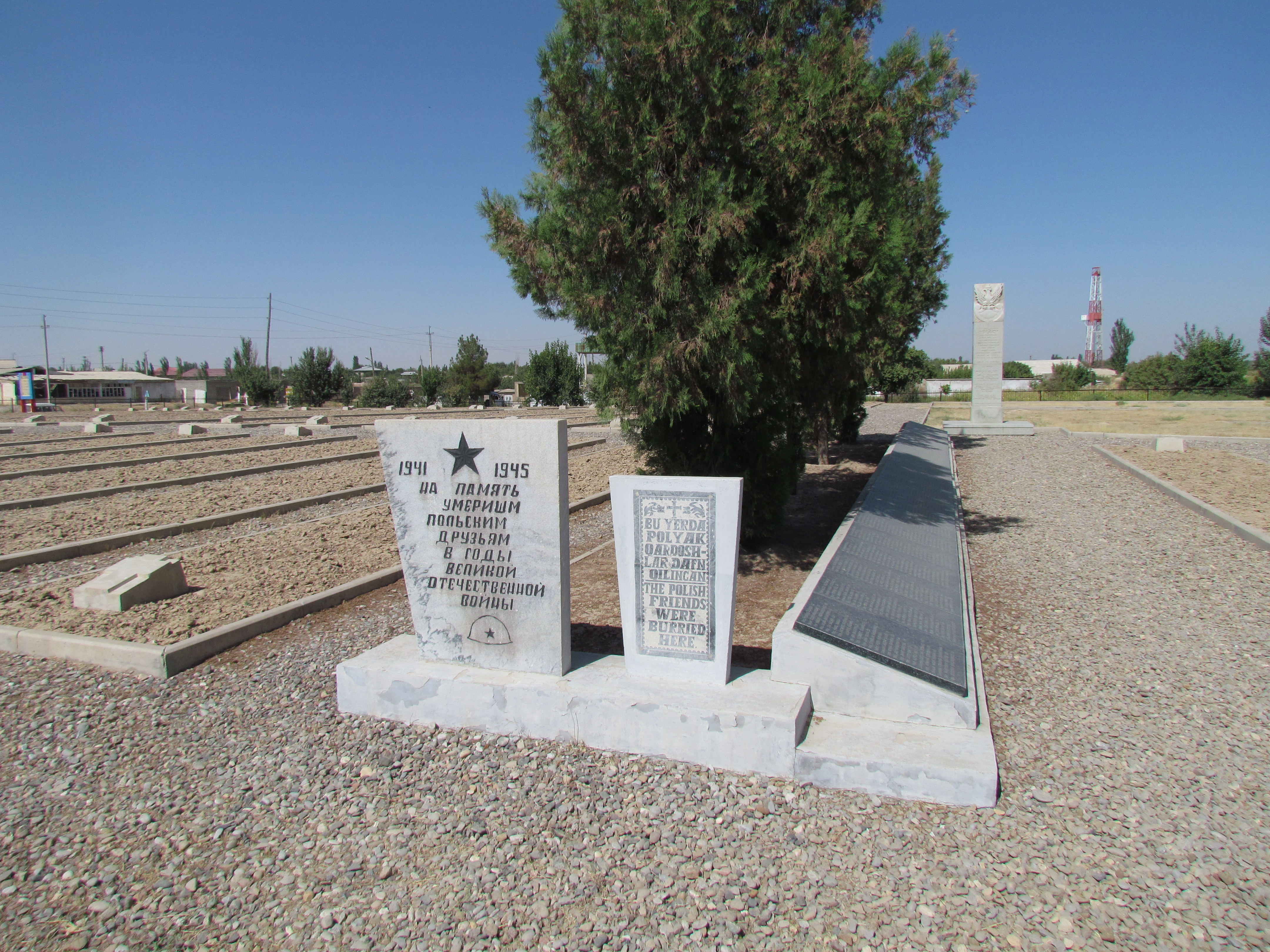
Tablica pamiątkowa na cmentarzu

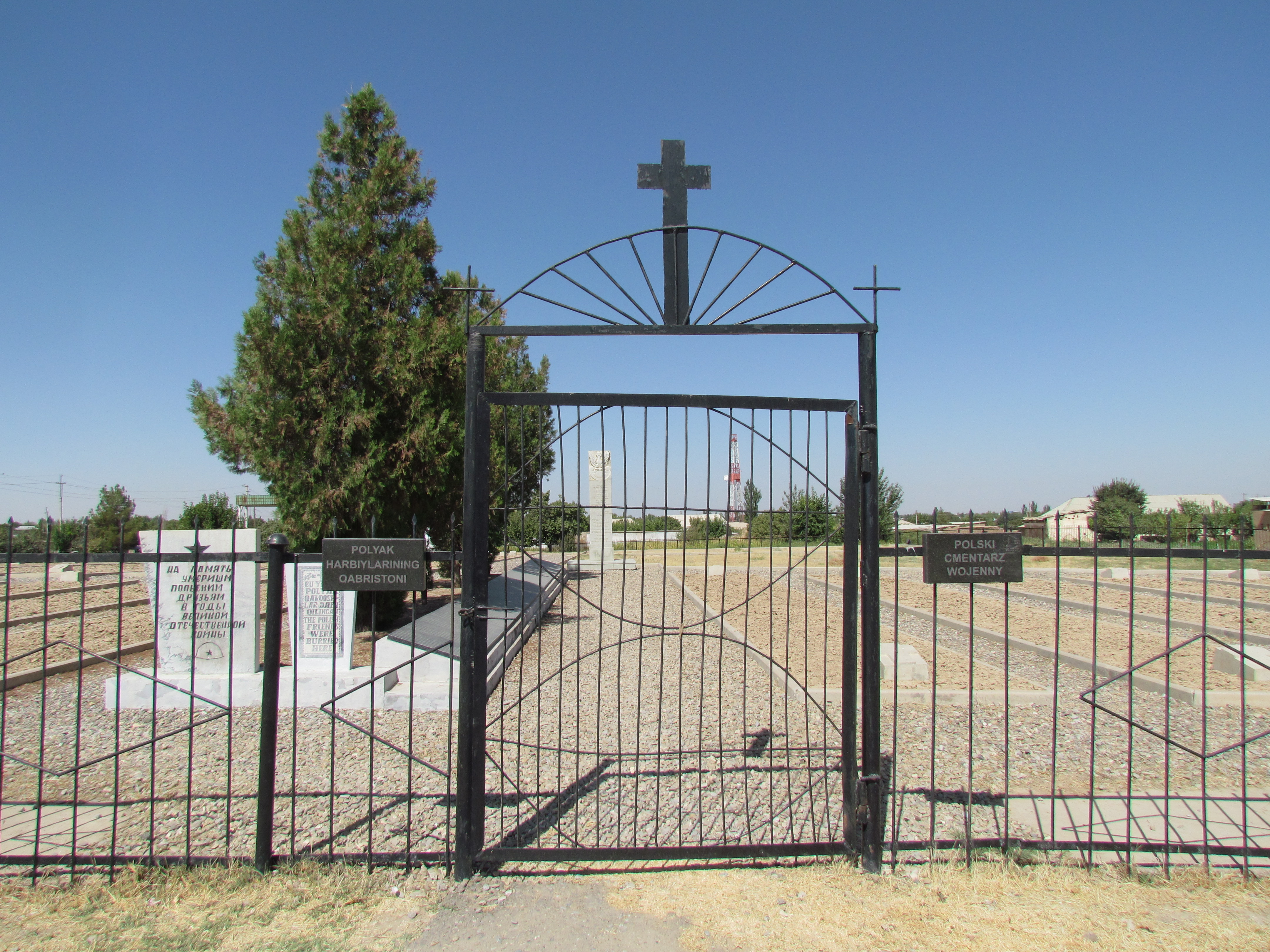
Brama cmentarza

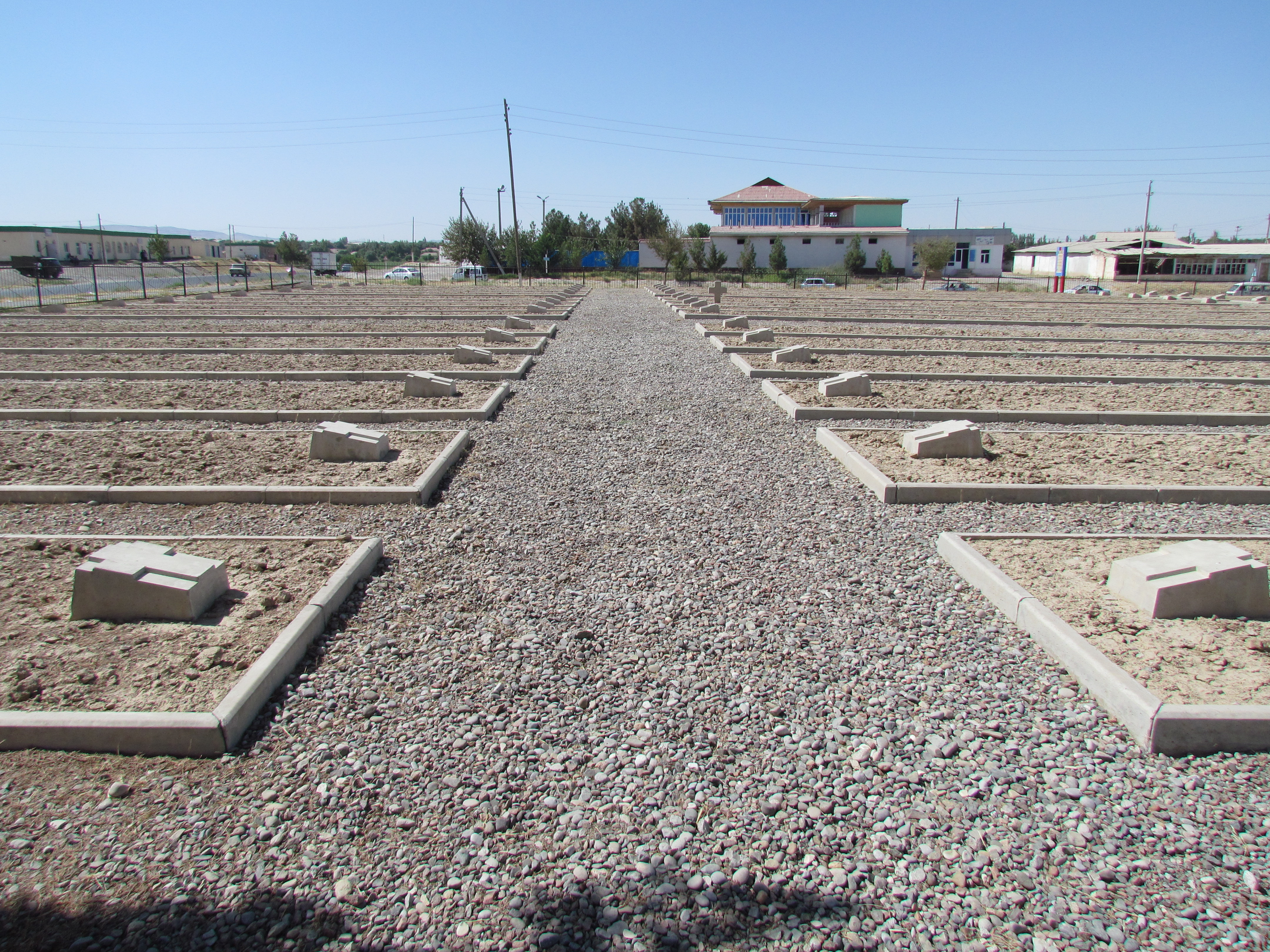
Groby na cmentarzu

Polski Cmentarz Wojskowy w Gʻuzorze – cmentarz polskich żołnierzy należących do Armii Andersa oraz towarzyszącej im polskiej ludności cywilnej położona w miejscowości Gʻuzor, w wilajecie kaszkadaryjskim, w Uzbekistanie. Na cmentarzu pochowano Polaków zmarłych w wyniku chorób i wycieńczenia. Jest on największą polską nekropolią wojenną w Uzbekistanie. 

## Historia
Pod koniec lutego 1942 roku, w wyniku uzgodnionego z władzami radzieckimi przeniesienia polskich żołnierzy z Buzułuku, Tatiszczewa i Tockoje w Rosji do Azji Środkowej, podjęto decyzję o rozlokowaniu w  Gʻuzor Ośrodka Organizacyjnego Armii Polskich Sił Zbrojnych w ZSRR pod dowództwem płk. Leona Koca. W miejscowości powstał także Ośrodek Zapasowy Pomocniczej Służby Kobiet, szpital polowy oraz główny obóz kwarantanny tyfusowej. W miejscowości Batosz, położonej w pobliżu Gʻuzor, mieściła się Szkoła Młodszych Ochotniczek oraz sierociniec dla polskich dzieci. 
Ze względu na trudne warunki sanitarne oraz klimatyczne wielu Polaków zapadło na różne choroby, m.in. tyfus plamisty, czerwonkę, żółtaczkę, dyzenterię oraz malarię. Śmiertelność wśród chorych, zwłaszcza dzieci, wynosiła kilkanaście procent. Zmarłych chowano na cmentarzu położonym przy drodze łączącej miasto z Samarkandą i Termezem, dzisiejszej drodze magistralnej M39. Na cmentarzu chowano także dzieci z sierocińca w Batosz.
W marcu i sierpniu 1942 roku, w wyniku ewakuacji Armii Polskiej do Iranu, Gʻuzor został opuszczony przez Polaków. Na cmentarzu pozostały niewykorzystane doły grzebalne. Mimo nieprzychylnego stosunku władz radzieckich polski cmentarz ocalał w dobrym stanie. Pamięć o pochowanych na nim osobach przetrwała wśród rodzin polskich żołnierzy oraz Uzbeków zamieszkujących miasto. Teren cmentarza był ogrodzony metalowym płotem i otoczony opieką przez miejscową ludność.
Na cmentarzu został pochowany m.in. płk Władysław Drozdowski.
W 1980 roku na cmentarzu ustawiono obelisk z marmurową tablicą, na której znajdowała się gwiazda radziecka oraz napis w języku rosyjskim: 

1941–1945. Pamięci zmarłych polskich przyjaciół w latach Wielkiej Wojny Ojczyźnianej.

Od 1989 roku cmentarz zaczęły odwiedzać pierwsze osoby z Polski pielgrzymujące na groby bliskich. W listopadzie 1994 na cmentarz przybyła pierwsza oficjalna delegacja polska zorganizowana przez Radę Ochrony Pamięci Walk i Męczeństwa oraz Ambasadę RP w Moskwie, która odwiedziła także dziewięć innych polskich cmentarzy w Uzbekistanie. 
W 1995 roku podpisano w Warszawie Umowę o wzajemnej ochronie miejsc spoczynku i pamięci ofiar wojny i represji między Polską i Uzbekistanem. W 1997 roku otwarto Ambasadę RP w Taszkencie, która rozpoczęła działania na rzecz odbudowy polskich cmentarzy w Uzbekistanie. 

W roku 1998 władze wilajetu kaszkadaryjskiego na własny koszt postawiły na cmentarzu pomnik z napisem w językach uzbeckim oraz angielskim brzmiącym: 

Pochowani są tu Polscy Przyjaciele.

 W 2001 roku przeprowadzono prace restauracyjne na cmentarzu z inicjatywy Rady Ochrony Pamięci Walk i Męczeństwa. Ustawiono prostopadłościenny pomnik symbolizujący słup milowy, zwieńczony płaskorzeźbą Orła Białego, będący elementem charakterystycznym wszystkich polskich cmentarzy w Azji Środkowej. Wzdłuż ścieżki prowadzącej od wejścia do pomnika umieszczono tablice z nazwiskami 660 osób pochowanych na cmentarzu, które udało się ustalić. Na końcach rzędów grobów umieszczono betonowe płyty z reliefem krzyża. W czasie prac wyremontowano również oryginalne ogrodzenie. 
W dniu 14 stycznia 2007 roku na cmentarzu odbyła się uroczystość otwarcia i poświęcenia cmentarza pod patronatem prezydenta Lecha Kaczyńskiego. Otwarcia dokonał sekretarz Rady OPWiM Andrzej Przewoźnik. Uroczystościom towarzyszyła msza święta koncelebrowana przez bp. Jerzego Maculewicza, administratora apostolskiego w Uzbekistanie, oraz bp. gen. Tadeusza Płoskiego, biskupa polowego Wojska Polskiego.